# Nora Mørk
Nora Mørk (Oslo, 5 april 1991) is een handbalspeler uit Noorwegen.
Ze speelt voor het Noors handbalteam, en kwam onder andere uit op de Olympische Zomerspelen van Rio de Janeiro en op de
Zomerspelen van Tokio in 2021. In 2016 behaalde ze in Rio de bronzen medaille.
In 2015 werd Mørk wereldkampioen en werd ze verkozen in het all star team van het toernooi.
In 2017 behaalde Noorwegen zilver, en werd Mørk wederom verkozen in het all star team.
Op het Europees kampioenschap handbal vrouwen 2016 werd Mørk topscoorder, en behaalde ze met Noorwegen de Europese titel.
Ook op het Europees kampioenschap handbal vrouwen 2020 werd Mørk Europees kampioen met Noorwegen, en was ze ook weer topscoorder.
Met de Noorse club Vipers Kristiansand won Mørk tweemaal de EHF Champions League, het Noorse kampioenschap en de Noorse beker.

## Onderscheidingen
- All-Star rechteropbouwster van het wereldkampioenschap: 2015, 2017, 2021
- All-Star rechteropbouwster van het Europees kampioenschap: 2014, 2016, 2020
- Topscorer van de Olympische Zomerspelen: 2016 (62 goals) en 2021 (52 goals)

## Privé
Nora Mørk is de zus van Thea Mørk.